# Газманов Родіон Олегович
Родіон Олегович Газманов (нар. 3 липня 1981, Калінінград, РРФСР, СРСР) — російський співак та підприємець. Син російського співака Олега Газманова.
З 7 січня 2023 року перебуває під санкціями РНБО за антиукраїнську діяльність.

## Біографія
Народився 3 липня 1981 в Калінінграді в родині відомого співака й композитора Олега Михайловича Газманова та Ірини Павлівни Газманової.
У віці п'яти років батьки віддали його в музичну школу по класу фортепіано. Коли йому було 6 років, його сім'я переїхала з Калінінграда до Москви. Першою піснею, яку він заспівав на сцені, була пісня «Ямайка» («Мені сниться ночами Ямайка…»).
Коли у батька, Олега Газманова, пропав голос, він зробив ставку на сина. Наприкінці 1987 року батько зумів просунути музичний відеокліп на пісню про дворову собаку на прізвисько «Люсі» у виконанні Родіона в список композицій для передачі «Ранкова пошта». Їм пощастило — один з випусків передачі вела Алла Пугачова, вона і поставила в ефір кліп «Люсі» з Родіоном Газмановим. Пісня «Люсі» та Родіон Газманов стали знаменитими. Перша платівка вийшла накладом 50 мільйонів примірників, Родіон отримав 150 рублів, батьки купили йому солодощі та іграшки. З одною піснею «Люсі» він з батьком збирав стадіони.
| «Я бачив, що батько майже щодня виходить на сцену та співає. Для мене це само собою зрозуміле. Я робив те ж саме. Якихось великих емоцій, страху або хвилювання не відчував. Для мене вийти на сцену перед багатотисячним стадіоном не було чимось незвичайним. Дивували зовсім інші, побутові речі. Наприклад, кошеня, знайдене на вулиці, або новий велосипед. У якийсь момент мені навіть все набридло. Почав ламатися голос, я не хотів більше співати про зниклу собаку. Це було так по-дитячому. У 16 років і зовсім вирішив кинути музику. Батько підтримав мене.»— |

Займався кунг-фу, карате та плаванням.
Навчався в музичній школі, яку кинув всього за рік до її закінчення. Він грає на гітарі, перші акорди йому показав батько, потім займався з викладачем.
Вісім років (1988—1996) Родіон навчався в школах: у 204-й московській, експериментальному класі, далі в московській середній школі № 28 з поглибленим вивченням англійської мови. Потім два роки (1996—1998) — в англійському коледжі Buckswood Grange International School — GCSC course, English, IT-A-level, в невеликому містечку, в південно-східній частині Англії. Вчитися в Англії він не хотів, і просив батьків, щоб його забрали звідти.
З вісімнадцяти років працював барменом, оскільки батько перестав його фінансувати, пізніше дослужився в нічному клубі до керуючого.
У 2003 році Родіон Газманов закінчив Фінансову академію при Уряді Російської Федерації з червоним дипломом, кафедра «Фінанси підприємств та фінансовий менеджмент». Навчаючись у фінансовій академії він створив свою групу. Його другий сольний диск — «Там, де купол неба синій». Після закінчення академії працював фінансовим аналітиком великої торговельної мережі «Дитячий світ». Шість років працював у будівельній компанії. Коли почалася економічна криза, став займатися нерухомістю та проєктами шоубізнесу. Крім того, він просуває стимулятор росту рослин «Nano-Gro», заснований на нанотехнологіях, які підвищують врожайність на 30 відсотків.

## Сім'я
- Дідусь (по батькові) — Михайло Семенович Газманов, майор, був професійним військовим.
- Бабуся (по батькові) — Зінаїда Абрамівна Газманова (1920—2006), була лікарем-кардіологом у військовому госпіталі.
- Батько — Олег Михайлович Газманов (нар. 22 липня 1951), радянський та російський естрадний співак, композитор та поет, Народний артист Росії (2001).
- Мати — Ірина Павлівна Газманова (н. 1951), домогосподарка. Закінчила хімічний факультет Калінінградського університету. Дружила з актрисою Ганною Самохіної[8].
- Тітки (сестри матері) — Наталія Павлівна Білоока, Катерина Павлівна Молчанова[9].
- Брати двоюрідні (сини тітки) — Сергій Білоокий та Єгор Молчанов та Гліб Молчанов. Двоюрідна сестра по мамі, Наталя Білоока[9].
- Брат зведений — Філіп Газманов (нар. 29 листопада 1997).
- Сестра єдинокровна — Маріанна Газманова (нар. 16 грудня 2003).

## Особисте життя
Зустрічається з дівчиною, на ім'я Ліза.

## Санкції
6 січня 2023 року накладено санкції законодавством України.

## Творчість

### Музика
Родіон Газманов є лідером музичної групи «ДНК», яку створив під час навчання у фінансовій академії. Він гастролює разом з батьком, виступає з власною групою в клубах.
«Хочеться отримувати глядацьку енергію. Випробувавши один раз, людина не може цього забути. Я отримую величезне задоволення від своїх виступів, мені приємно, що мені підспівують із залу, плещуть і так далі. Тому я роблю вкладення в свою музичну групу „ДНК“, яка існує вже десять років. Дев'яносто п'ять відсотків репертуару — це мої власні пісні. Поки що це одні витрати — треба орендувати репетиційну базу, купувати музичне обладнання, виплачувати гонорари музикантам… Але як випускник фінансової академії, я намагаюся, щоб будь-який проект приносив прибуток. Зараз це не дуже прибутковий бізнес. Але я отримую від цього дикий кайф.»— 

### Дитячі пісні
- «Люсі» [Архівовано 30 червня 2014 у Wayback Machine.]
- «Танцюй, поки молодий!» [Архівовано 30 червня 2014 у Wayback Machine.] (дует з батьком)
- «Сажотрус» [Архівовано 30 червня 2014 у Wayback Machine.]
- «Безкозирка» [Архівовано 30 червня 2014 у Wayback Machine.]

### Дискографія
- 1989 — Пісні Олега Газманова. «Люсі»

1. «Люсі» (О. Газманов — І. Клімов)
2. «Ямайка» [Архівовано 28 лютого 2015 у Wayback Machine.] (Про. Газманов)

- 1991 — «Ескадрон»[14]

1. «Ямайка»
2. «Мауглі»
3. «Сажотрус»
4. «Світлячок»
5. «Люсі»

- 1993 — «Морячка»[15]

1. «Безкозирка»
2. «Карапузи»
3. «Танцюй, поки молодий»

- 2001 — «Перший раунд — 50 років»[16]

1. «Люсі» — О. Газманов і Р. Газманов
2. «Не говорити прощай» [Архівовано 30 червня 2014 у Wayback Machine.] — Р. Газманов та Ю. Началова

- 2008 — «Сім футів під кілем»

1. «Муза та стерва» — О. Газманов і Р. Газманов

- 2013 — «протифазі»

### Фільмографія
- 1994 — Поїзд до Брукліна — Міша